# Liste des cathédrales du Piauí
Cet article recense les cathédrales du Piauí au Brésil.

## Généralités
Du point de vue de l'Église catholique, l'État du Piauí est administré par un archidiocèse et sept diocèses. Au total, l'État compte huit cathédrales.

## Liste
| Édifice                         | Ville               | Juridiction                | Coordonnées                       | Illus. |
| ------------------------------- | ------------------- | -------------------------- | --------------------------------- | ------ |
| Notre-Dame-de-Miséricorde (id)  | Bom Jesus           | Bom Jesus do Gurguéia (pt) | 9° 04′ 20″ sud, 44° 21′ 23″ ouest |        |
| Saint-Antoine-de-Padoue (pt)    | Campo Maior         | Campo Maior (pt)           | 4° 49′ 26″ sud, 42° 10′ 06″ ouest |        |
| Saint-Pierre-d'Alcantara (id)   | Floriano            | Floriano (pt)              | 6° 46′ 03″ sud, 43° 01′ 19″ ouest |        |
| Notre-Dame-de-Victoire (id)     | Oeiras              | Oeiras (pt)                | 7° 01′ 02″ sud, 42° 07′ 50″ ouest |        |
| Notre-Mère-de-Divine-Grâce (id) | Parnaíba            | Parnaíba (pt)              | 2° 54′ 08″ sud, 41° 46′ 45″ ouest |        |
| Notre-Dame-des-Remèdes (id)     | Picos               | Picos (pt)                 | 7° 04′ 59″ sud, 41° 27′ 59″ ouest |        |
| Saint-Raymon-Nonnat (id)        | São Raimundo Nonato | São Raimundo Nonato (pt)   | 9° 00′ 51″ sud, 42° 41′ 14″ ouest |        |
| Notre-Dame-des-Douleurs (pt)    | Teresina            | Teresina                   | 5° 05′ 43″ sud, 42° 48′ 55″ ouest |        |